# Assembleia Municipal de Lisboa
A Assembleia Municipal de Lisboa é um órgão representativo do Município de Lisboa dotado de poderes deliberativo, que visa a promoção e salvaguarda dos interesses próprios da respectiva população. Tem poderes de fiscalização sobre o executivo municipal e delibera sobre as matérias mais importantes para o município, sob proposta da Câmara Municipal, nos termos da lei. Pode igualmente pronunciar-se sobre outras matérias de interesse para o município e receber petições dos cidadãos e das suas organizações.
A Assembleia Municipal, pela sua composição, atribuições e competências pretende ser a Casa da Cidadania de Lisboa, aberta às necessidades, preocupações e aspirações de todos os munícipes, veiculadas através das diferentes forças políticas representadas, das organizações da sociedade civil ou de cidadãos individuais, estando previstas múltiplas formas de todos poderem participar e intervir nas reuniões plenárias deste órgão autárquico.
A missão e competências da Assembleia Municipal estão fixadas no Regime Jurídico das Autarquias Locais publicado no anexo I da Lei 75/2013, de 12 de Setembro.
O funcionamento da Assembleia Municipal é regulado pela lei e pelo Regimento aprovado para o atual mandato em 12 de julho de 2018.

## Composição
A Assembleia Municipal é constituída, desde as eleições locais de 2013, por 51 membros eleitos directamente e pelos Presidentes das 24 juntas de freguesia de Lisboa, num total de 75 membros, intitulados deputados municipais.
Os deputados municipais podem constituir-se em Grupos Municipais, segundo os respectivos partidos. Os deputados não integrados em grupo municipal exercem o seu mandato como independentes.
Os trabalhos da Assembleia Municipal são dirigidos pela Mesa, coadjuvada por um órgão consultivo intitulado Conferência de Representantes, que integra a Mesa, um representante de cada Grupo Municipal e um deputado independente.

## Comissões Permanentes
Para o mandato 2021-2025, foi aprovada a constituição de 8 Comissões Permanentes, cuja designação e âmbito são os seguintes:
- 1ª Comissão Permanente – Comissão de Finanças, Património e Recursos Humanos, com 23 membros
- 2ª Comissão Permanente – Comissão de Economia e Inovação e Turismo, com 11 membros
- 3ª Comissão Permanente – Comissão de Urbanismo, Reabilitação e Planeamento Urbano, com 22 membros (Urbanismo, Reabilitação Urbana, Planeamento Urbano e Gestão do Edificado Privado)
- 4ª Comissão Permanente – Comissão de Ambiente e Estrutura Verde, com 23 membros (Ruído, Estrutura Verde e Plano Verde, Proteção Animal, Metrologia e Quinta Pedagógica dos Olivais)
- 5ª Comissão Permanente – Comissão de Habitação e Desenvolvimento Local e Obras Municipais, com 23 membros (Habitação, Desenvolvimento Local, Manutenção, Obras Municipais e Plano Geral de Drenagem de Lisboa)
- 6ª Comissão Permanente – Comissão de Direitos Humanos e Sociais, Cidadania e Transparência e Combate à Corrupção, com 28 membros (Direitos Humanos e Sociais, Relação com o Munícipe e Participação, Jornada Mundial da Juventude 2023, Saúde e Orçamento Participativo e Transparência e Combate à Corrupção)
- 7ª Comissão Permanente – Comissão de Cultura, Educação, Juventude e Desporto, com 18 membros
- 8ª Comissão Permanente – Comissão de Mobilidade, Transportes e Segurança, com 26 membros (Planeamento de Mobilidade, Segurança e Polícia Municipal, Proteção Civil e Socorro, Gestão e Inteligência Urbana, Frota, Sistemas de Informação, Autoridade de Transportes e Acessibilidade Pedonal)

### Outras Comissões ou Grupos de Trabalho
Para preparação do projecto de Regimento para o mandato 2013-2017, foi constituído, por deliberação de 14 de janeiro de 2014 tomada sobre a Proposta 1/AM/2014, apresentada pela mesa, um Grupo de Trabalho para o Regimento, que se pronunciou sobre o anteprojecto apresentado pela Mesa. O Grupo de Trabalho desenvolveu os seus trabalhos em seis reuniões, nos dias 16, 22 e 29 de janeiro de 2014 e 5, 11 e 19 de fevereiro de 2014, tendo sido elaborada uma nova versão do Regimento, aprovada pela Assembleia em 18 de março de 2014 através da proposta 3/AM/2014.
Por deliberação da Assembleia, tomada em 25 de março de 2014, após o Debate Temático sobre a Colina de Santana, sobre a Proposta 4/AM/2014, foi criada uma Comissão de Acompanhamento da Colina de Santana, que deverá acompanhar a concretização das deliberações tomadas pela Assembleia sobre esta matéria.
Na sequência da aprovação da Proposta 003/PAM/2017, em 14 de novembro de 2017, foi constituído um Grupo de Trabalho para revisão do Regimento para o mandato 2017-2021. O Grupo de Trabalho desenvolveu os seus trabalhos em dez reuniões, nos dias 6, 19 e 26 de fevereiro, 5 e 12 de março, 21 de maio, 6, 11 e 18 de junho e 2 de julho de 2018, tendo sido elaborada uma nova versão do Regimento, aprovada pela Assembleia em 12 de julho de 2018, através da proposta 3/PAM/2018.

## Presidentes da Assembleia Municipal de Lisboa[3]
| #  | Nome (Nascimento-Morte)                                     | Retrato | Início do mandato       | Fim do mandato                               | Eleição | Lista                           | Lista                                 |
| -- | ----------------------------------------------------------- | ------- | ----------------------- | -------------------------------------------- | ------- | ------------------------------- | ------------------------------------- |
| 1  | Raul de Assunção Pimenta Rego (1913–2002)                   |         | 4 de janeiro de 1977    | 8 de janeiro de 1980                         | 1976    |                                 | PS                                    |
| 2  | Fernando José Russo Roque Correia Afonso (1929–2011)        |         | 8 de janeiro de 1980    | 22 de janeiro de 1990                        | 1979    |                                 | Aliança Democrática (PPD/PSD.CDS.PPM) |
| 2  | Fernando José Russo Roque Correia Afonso (1929–2011)        | 1982    | 8 de janeiro de 1980    | 22 de janeiro de 1990                        |         |                                 | Aliança Democrática (PPD/PSD.CDS.PPM) |
| 2  | Fernando José Russo Roque Correia Afonso (1929–2011)        | 1985    | 8 de janeiro de 1980    | 22 de janeiro de 1990                        |         | CDS-PP                          |                                       |
| 3  | José de Sousa Saramago (1922–2010)                          |         | 22 de janeiro de 1990   | 5 de abril de 1990 (renunciou ao mandato)    | 1989    |                                 | Por Lisboa (PS.PCP.MDP/CDE.PEV)       |
| 4  | João António Gonçalves do Amaral (1943–2003)                |         | 5 de abril de 1990      | 10 de janeiro de 2003 (morreu no cargo)      | ——      |                                 | Por Lisboa (PS.PCP.MDP/CDE.PEV)       |
| 4  | João António Gonçalves do Amaral (1943–2003)                | 1993    | 5 de abril de 1990      | 10 de janeiro de 2003 (morreu no cargo)      |         | Com Lisboa (PS.PCP.PEV.PSR.UDP) |                                       |
| 4  | João António Gonçalves do Amaral (1943–2003)                | 1997    | 5 de abril de 1990      | 10 de janeiro de 2003 (morreu no cargo)      |         | Mais Lisboa (PS.PCP.PEV.UDP)    |                                       |
| 4  | João António Gonçalves do Amaral (1943–2003)                | 2001    | 5 de abril de 1990      | 10 de janeiro de 2003 (morreu no cargo)      |         | Amar Lisboa (PS.PCP.PEV)        |                                       |
| 5  | António Modesto Fernandes Navarro (1942–)                   |         | 25 de fevereiro de 2003 | 28 de outubro de 2005                        | ——      |                                 | Amar Lisboa (PS.PCP.PEV)              |
| 6  | Paula Maria Von Hafe Teixeira da Cruz (1960–)               |         | 28 de outubro de 2005   | 3 de novembro de 2009                        | 2005    |                                 | PPD/PSD                               |
| 7  | Maria Simoneta Bianchi Aires de Carvalho Luz Afonso (1946–) |         | 3 de novembro de 2009   | 24 de outubro de 2013                        | 2009    |                                 | PS                                    |
| 8  | Maria Helena do Rego da Costa Salema Roseta (1947–)         |         | 24 de outubro de 2013   | 31 de outubro de 2019 (renunciou ao mandato) | 2013    |                                 | PS                                    |
| 8  | Maria Helena do Rego da Costa Salema Roseta (1947–)         | 2017    | 24 de outubro de 2013   | 31 de outubro de 2019 (renunciou ao mandato) |         |                                 | PS                                    |
| 9  | José Maximiano de Albuquerque Almeida Leitão (1950–)        |         | 5 de novembro de 2019   | 18 de outubro de 2021                        | ——      |                                 | PS                                    |
| 10 | Maria do Rosário e Farmhouse Simões Alberto (1968–)         |         | 18 de outubro de 2021   | presente                                     | 2021    |                                 | Mais Lisboa (PS.L)                    |